# Ngân hàng Xây dựng Trung Quốc
Tập đoàn Ngân hàng Xây dựng Trung Quốc, (中国建设银行股份有限公司, Trung Quốc Kiến Thiết Ngân hàng Cổ phần Hữu hạn Công ty) là một trong những "bốn ngân hàng lớn" tại Cộng hòa Nhân dân Trung Hoa. Năm 2015 CCB là ngân hàng lớn thứ 2 trên thế giới về vốn hóa thị trường và là công ty lớn thứ 6 trên thế giới. Ngân hàng có khoảng 13.629 chi nhánh trong nước. Ngoài ra, nó duy trì các chi nhánh ở nước ngoài tại Barcelona, Frankfurt, Luxembourg, Hong Kong, Johannesburg, New York City, Seoul, Singapore, Tokyo, Melbourne, Kuala Lumpur, Sydney và Auckland, và một công ty con thuộc sở hữu hoàn toàn ở London. Tổng tài sản của nó đạt 8,7 nghìn tỷ nhân dân tệ vào năm 2009. Trụ sở chính đặt tại quận Tây Thành, Bắc Kinh.

## Lịch sử

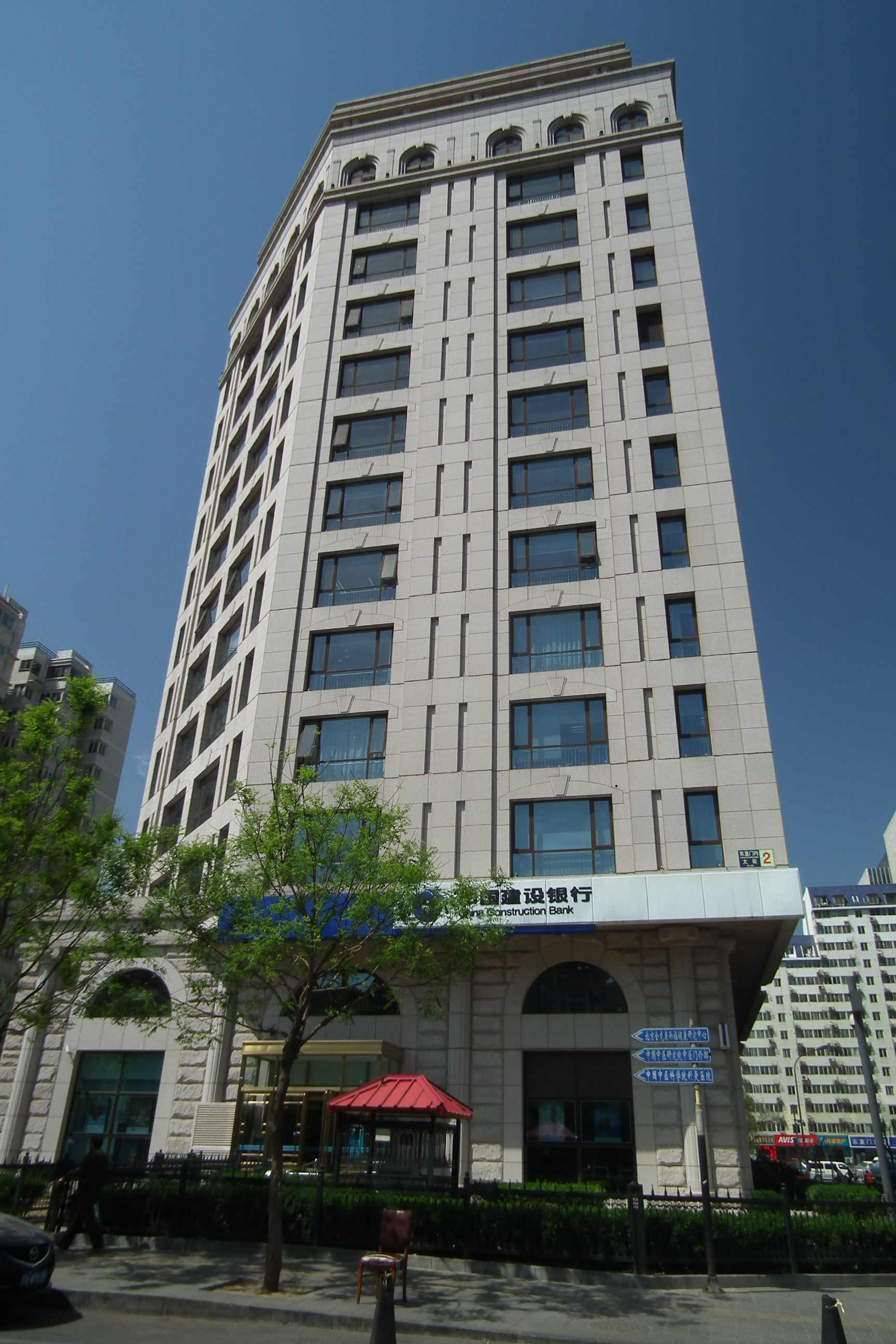
Ngân hàng xây dựng Trung Quốc, Bắc Kinh

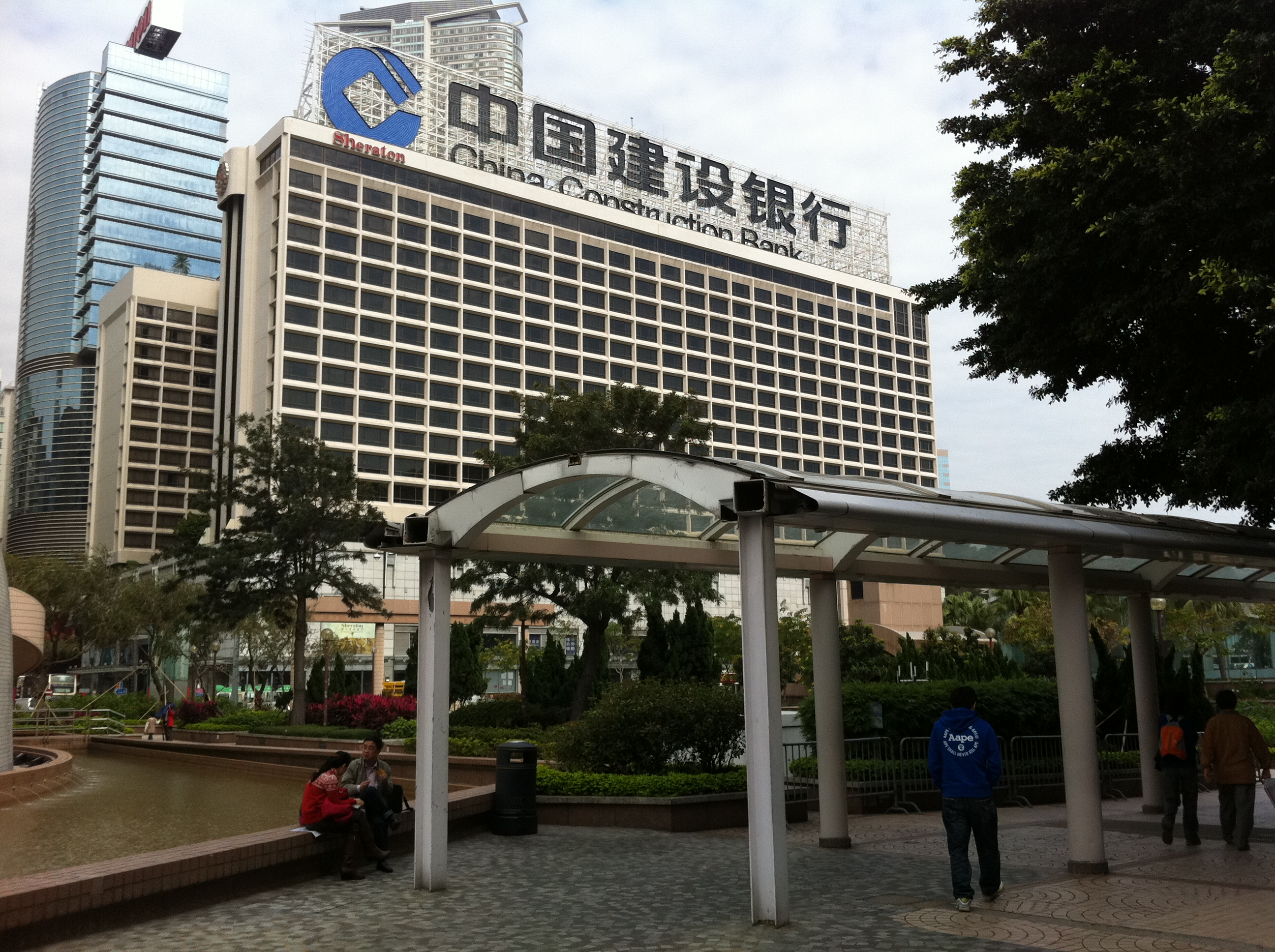
Ngân hàng Xây dựng Trung Quốc, Hồng Kông

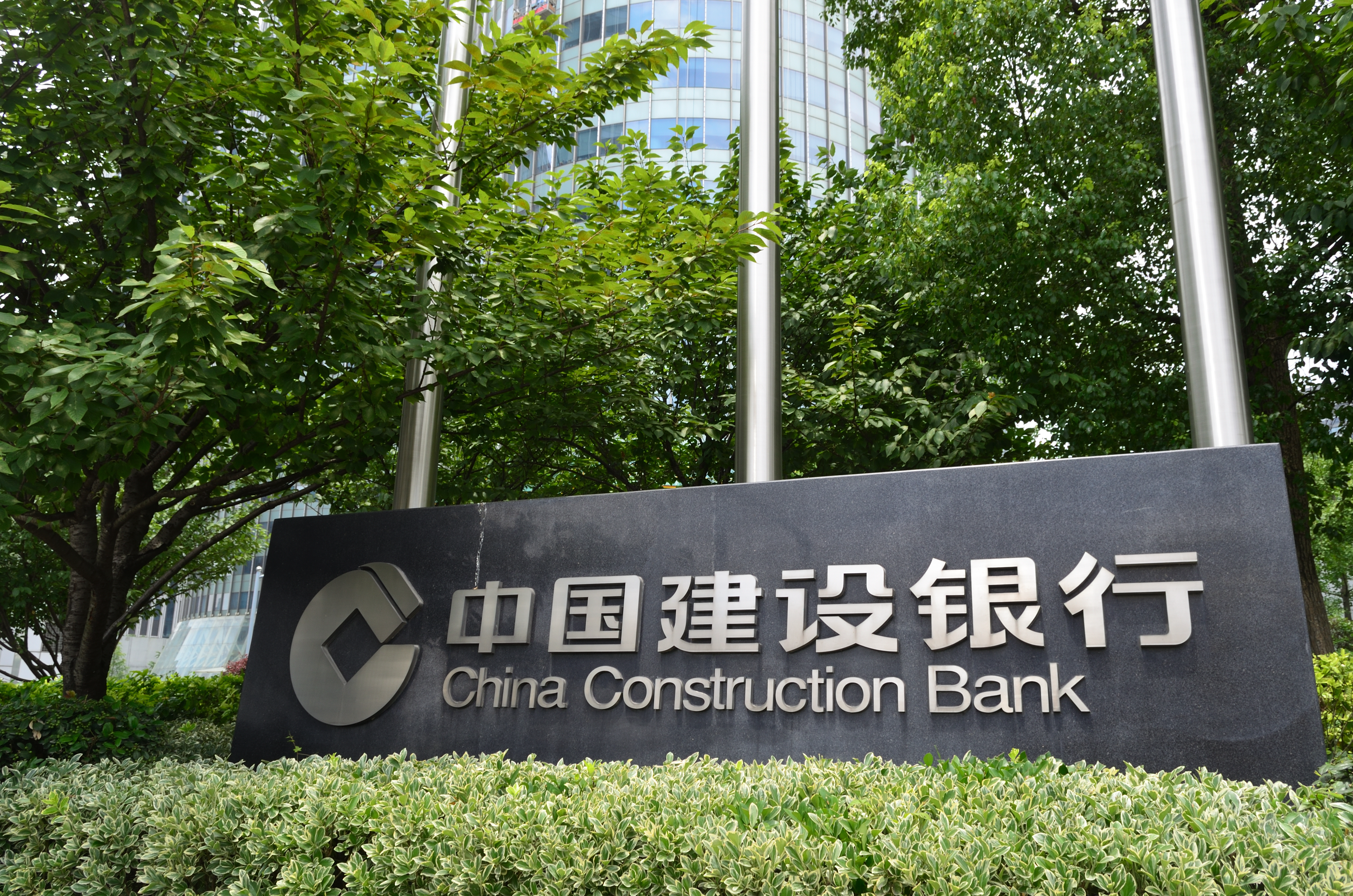
Ngân hàng xây dựng Trung Quốc tại Hàng Châu

Ngân hàng xây dựng Trung Quốc Luxemburg

CCB được thành lập vào ngày 1 tháng 10 năm 1954 dưới tên Ngân hàng Xây dựng Nhân dân Trung Quốc (tiếng Trung: 中国人民建设银行; bính âm: Zhōngguó Rénmín Jiànshè Yínháng), và sau đó đổi thành Ngân hàng Xây dựng Trung Quốc vào ngày 26 tháng 3 năm 1996.
Vào tháng 1 năm 2002, Chủ tịch CCB Wang Xuebing đã từ chức ngân hàng sau khi bị buộc tội nhận hối lộ trong khi ông làm việc với Ngân hàng Trung Quốc; anh ta bị kết án 12 năm tù. Vào tháng 3 năm 2005, người kế nhiệm của ông, Zhang Enzhao, đã từ chức vì "lý do cá nhân". Ngay trước khi từ chức, ông đã bị buộc tội trong một vụ kiện với việc nhận hối lộ 1 triệu đô la Mỹ. Sau đó anh ta bị kết án 15 năm tù liên quan đến vụ án.
China Construction Bank Corporation được thành lập như một ngân hàng thương mại cổ phần vào tháng 9 năm 2004 do thủ tục tách biệt được thực hiện bởi người tiền nhiệm của nó, Ngân hàng Xây dựng Trung Quốc, theo Luật Công ty PRC. Sau khi Ủy ban Điều tiết Ngân hàng Trung Quốc phê duyệt vào ngày 14 tháng 9 năm 2004, ngày hôm sau, ngân hàng (Jianyin) đã trở thành một pháp nhân riêng biệt, thuộc sở hữu của công ty cổ phần chính phủ Trung Quốc, Công ty Đầu tư Huijin hoặc đơn giản là Huijin.
Trong cuộc khủng hoảng Hàn Quốc năm 2013, Ngân hàng Xây dựng Trung Quốc đã ngừng kinh doanh với một ngân hàng Bắc Triều Tiên bị Hoa Kỳ cáo buộc tài trợ cho các chương trình tên lửa và hạt nhân của Bình Nhưỡng.
Năm 2015, Ngân hàng Xây dựng Trung Quốc đứng thứ 2 trong bảng xếp hạng Toàn cầu năm 2000 toàn cầu của Forbes, lần thứ 13 về các công ty lớn nhất, quyền lực nhất và có giá trị nhất trên thế giới.